# Napal (Babat Toman)
Napal is een bestuurslaag in het regentschap Musi Banyuasin van de provincie Zuid-Sumatra, Indonesië. Napal telt 891 inwoners (volkstelling 2010).